# اهرنویولفلد
اهرنویولفلد (به آلمانی: Ahrenviölfeld) یک شهر در آلمان است که در شلسویگ-هولشتاین واقع شده‌است.

## خصوصیات
اهرنویولفلد ۷٫۲۹ کیلومترمربع مساحت دارد ۱۰ متر بالاتر از سطح دریا واقع شده‌است.